# 福克斯霍姆
福克斯霍姆（英語：Foxhome）是一个美國城市，位於明尼蘇達州威爾金縣。根據2010年的人口普查，當地人口為116人。

## 地理
根据美国人口普查局，该城市的总面积為0.37平方英里（0.96平方）。